# Daniel Dydowicz
Daniel Dydowicz (* 1. ledna 1994) je český fotbalový záložník s polskými kořeny, od roku 2016 hráč klubu SK Jiskra Rýmařov.

## Klubová kariéra
Daniel Dydowicz hrál v mládežnických týmech Slezského FC Opava a později českého klubu FC Slovan Liberec. V sezoně 2013/14 se dostal do A-mužstva Liberce, v 1. české lize debutoval v sezoně 2014/15 15. srpna 2014 pod trenérem Samuelem Slovákem proti FK Dukla Praha (remíza 0:0). Dostal se na hřiště 8 minut před koncem utkání.

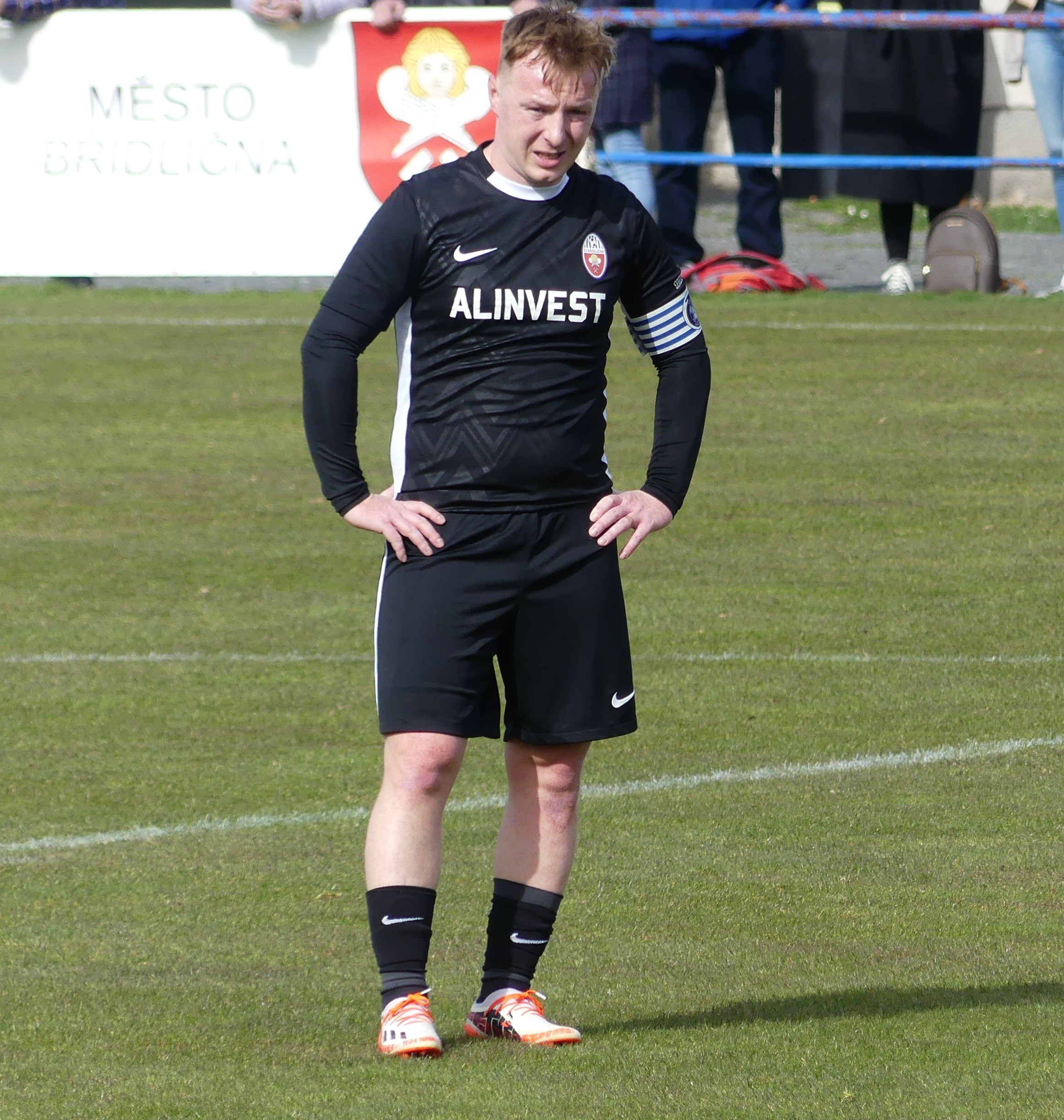
Daniel Dydowicz v dresu TJ Břidličná (r. 2024)

V létě 2016 posílil klub SK Jiskra Rýmařov.  Zde působil do února 2020.
Dále hrál od února 2020 do června 2021 v FC Hlučín. Poté přestoupil do TJ Břidličná kde působí do dnes (r. 2024).